# Acabado textil

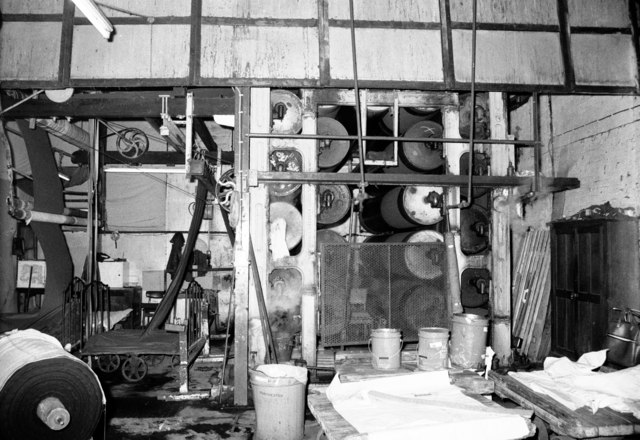
Maquinaria de acabado textil, que consta de un conjunto de cilindros secadores de tela (o "latas"), accionada por una pequeña máquina de vapor dúplex diagonal

En la manufactura textil, el acabado se refiere a los procesos que convierten la tela tejida o de punto en un material utilizable y, más específicamente, a cualquier proceso realizado después de teñir el hilo o el tejido para mejorar su aspecto, modificando algunas de sus características, como: apariencia (lo que se ve), tacto (lo que se siente), o comportamiento (lo que se hace). Un ejemplo de acabado textil es el anti-snagging. Todo acabado eleva el costo de la tela.
El tejido después de dejar el telar o la máquina de punto no se puede usar fácilmente. Llamada textil crudo en esta etapa, contiene impurezas naturales y añadidas. A veces también se procesa en las etapas de fibra o hilo de la fabricación textil. La fibra, el hilo o el textil crudo pasan por una serie de procesos, como el procesamiento en húmedo y el acabado. El acabado es una amplia gama de tratamientos físicos y químicos que completan una etapa de la fabricación textil y pueden preparar para el siguiente paso, haciendo que el producto sea más receptivo a la siguiente etapa de fabricación. El acabado agrega valor al producto y lo hace más atractivo, útil y funcional para el usuario final. Mejorar la sensación de la superficie, la estética y la adición de acabados químicos avanzados son algunos ejemplos de acabados textiles 
Algunas técnicas de acabado, como el blanqueamiento y el teñido, se aplican a la lana antes de tejerla, mientras que otras se aplican a la tela cruda directamente después de tejerla o tejerla.  Algunas técnicas de acabado, como el abatanado, quedaron obsoletas con la Revolución Industrial, mientras que otras, como la mercerización, son desarrollos posteriores.

## Clasificación
Según la característica que modifique:
- Estético.
- Funcional.
- Estético–funcional.

Según su duración:
- Permanente.
- Temporal.
- Renovable.

Según la acción que lo origine:
- Físico.
- Químico.
- Químico – Físico.

## Acabados para algodón tejido de punto
El algodón es una fibra vegetal natural de gran importancia como materia prima para la fabricación de tejidos y prendas de vestir. El tejido de punto es una estructura elaborada a base de mallas, su origen se remonta al anudado de redes en los pueblos antiguos, donde se formaban rejillas entrelazando hilos mediante agujas manuales o automáticas en una serie de lazadas unidas entre sí.

## Ejemplos de acabados textiles
- Anti-snagging es un acabado para algodón tejido de punto, imperfecciones que se presentan en las fibras de la tela, consecuencia de cuando la tela se atora y se estropea evitando que se salga el hilo. Es un apresto a base de acrílicos, se aplica en frío y en temperatura de 160°.
- Suavizado es un acabado obligado según el uso. Sobre todo para ropa para niños y bebés.
- Rigidización  es un acabado permanente (única seda). Se da dependiendo de la concentración de rigidez que quiera el cliente.
- Estabilización dimensional es la propiedad que tienen las telas para regresar a su forma y tamaño original después de ser lavada y secada en húmedo. Proceso a través de compactado/conformado. Parámetro de calidad de 4 a 8% (4% para ropa interior de caballero, 8% para playeras tipo polo).